# Chalidż Dunkunab
Chalidż Dunkunab (arab. خليج دنقناب) – zatoka w Sudanie, na Morzu Czerwonym, oddzielona od pełnego morza półwyspem Dunkunab. Nad zatoką położona jest miejscowość Dunkunab. Na obszarze zatoki znajdują się liczne drobne wysepki. Zatoka objęta jest ochroną wraz z położoną u jej ujścia wyspą Mukawwar w ramach Morskiego Parku Narodowego Dungonab Bay – Mukawwar Island, wpisanego na listę światowego dziedzictwa UNESCO.